# 이사장님은 9등급
《이사장님은 9등급》는 대한민국의 OTT 서비스인 Wavve에 방영하는 드라마이다.

## 기획 의도
아버지가 남긴 명문고의 이사장이 된 불량학생 나이수의 코믹한 해프닝이 벌어지는 학원물 드라마

## 등급
- 청소년 관람불가로 분류되었다.

## 스트리밍 일정
| 스트리밍 | 기간              | 업로드 본방송 시간 | 비고   |
| -------- | ----------------- | ------------------ | ------ |
| Wavve    | 2024년 4월 29일 ~ |                    | 12부작 |

## 출연진
- 문성현 : 나이수 역
- 김시경 : 한바탕 역
- 현석 : 부로운 역
- 최지혜 : 손은빈 역
- 이효빈 : 세라 역
- 김원훈 : 유 선생 역
- 예수빈 : 백 선생 역
- 이창호 : 황 변호사 역
- 김경민 : 나준 회장 역
- 기현우 : 피대희 역
- 이승주 : 시은 역

## 에피소드 목록
| 화차 | 공개일   | 서브 타이틀 | 비고 |
| ---- | -------- | ----------- | ---- |
| 1화  | 4월 29일 |             |      |
| 2화  | 4월 29일 |             |      |

총 에피소드 12부작

## 참고 사항
- 문성현의 첫 주연작이다.